# Deltshevia gromovi
Espèce
Deltshevia gromovi est une espèce d'araignées aranéomorphes de la famille des Hersiliidae.

## Distribution
Cette espèce se rencontre, :
- en Ouzbékistan dans les provinces de Sourkhan-Daria, de Boukhara et de Navoï ;
- au Kazakhstan dans l'oblys du Kazakhstan-Méridional.

## Description
Le mâle holotype mesure 5,6 mm et la femelle 5,0 mm

## Étymologie
Cette espèce est nommée en l'honneur de l'arachnologiste russe Alexander V. Gromov.

## Publication originale
- (en) Marusik & Fet, 2009 : A survey of east Palearctic Hersiliola Thorell, 1870 (Araneae, Hersiliidae), with a description of three new genera. ZooKeys, no 16, p. 75-114 (texte intégral).